# ويليام لوغان (دراج)
ويليام لوغان (بالإنجليزية: William Logan)‏ هو دراج أمريكي، ولد في 9 ديسمبر 1914 في هاكيتستاون في الولايات المتحدة، وتوفي في 2 أكتوبر 2002.

## وصلات خارجية
- ويليام لوغان على موقع أوليمبيديا (الإنجليزية)